# Fabresema valeriae
Fabresema valeriae är en fjärilsart som beskrevs av Holloway 1979. Fabresema valeriae ingår i släktet Fabresema och familjen björnspinnare. Inga underarter finns listade i Catalogue of Life.